# Élection présidentielle cubaine de 2023
L'élection présidentielle cubaine de 2023 a lieu le 19 avril 2023 afin d'élire au scrutin indirect le président de la république de Cuba et son vice-président.
Le président sortant Miguel Díaz-Canel est réélu sans surprise à la tête de l'état par l'Assemblée nationale du pouvoir populaire, cette dernière étant intégralement contrôlée par le Parti communiste de Cuba (PCC) dans le cadre d'un régime à parti unique.

## Contexte

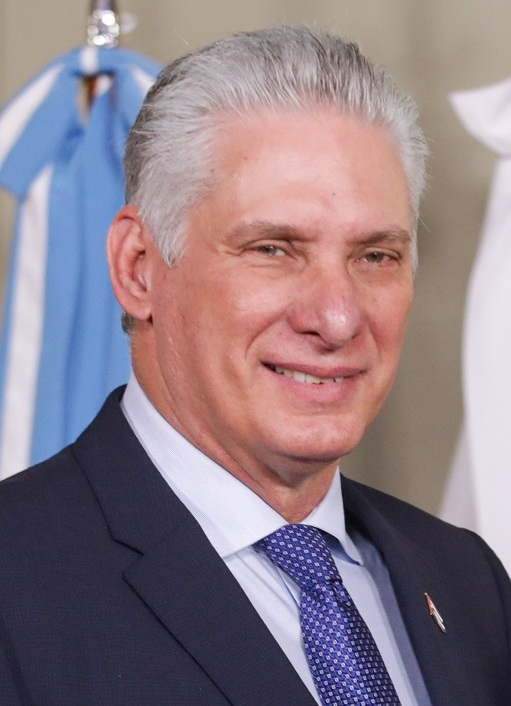
Miguel Díaz-Canel

L'élection intervient moins de quatre ans après l'élection présidentielle d'octobre 2019, la première organisée à Cuba depuis 1958. Le scrutin intervient en effet dans la continuité de l'adoption par référendum d'une nouvelle constitution en février 2019, qui réintroduit le poste de président de la République. Chef de l'État sortant en tant que président du Conseil d'État, Miguel Díaz-Canel et son adjoint Salvador Valdés Mesa sont reconduits pour cinq ans par l'Assemblée nationale.
Le scrutin présidentiel de 2023 intervient juste après les élections législatives organisées le 26 mars. Seuls en lice, tous les candidats du Parti communiste de Cuba (PCC) et apparentés recueillent une majorité absolue de suffrages favorables, et sont donc tous élus,.
Ces scrutins ont lieu dans le contexte d'une sévère crise économique — la pire subie par le pays depuis trois décennies — qui entraine des pénuries de nourriture de médicaments et de carburant. Déjà marquée depuis 1962 par un embargo de la part des États-Unis voisins, l'économie cubaine subit le contrecoup de la pandémie de Covid-19, ainsi que les effets d'une réforme monétaire ayant mis fin à la parité du peso cubain avec le dollar américain. Cette dernière aboutit à une spirale inflationniste, le taux de change passant en deux ans de 24 à 120 pesos pour un dollar, voire 185 au marché noir. Malgré la légalisation du travail des indépendants et des petites ou moyennes entreprises, le gouvernement de Miguel Díaz-Canel ne met pour autant pas complètement fin au système économique communiste en vigueur sur l'île. Du fait de la crise, l'émigration cubaine connait un nouveau record avec l'exode de plus de 300 000 Cubains sur la seule année 2022,,. L'incapacité du gouvernement à résoudre les graves problèmes économique entraine une remise en cause du pouvoirs et des institutions. D'importantes manifestations réprimées par le pouvoir en juillet 2021 font un mort, des dizaines de blessés, plus de 1 300 arrestations et près de 500 condamnation à des peines allant jusqu'à vingt-cinq ans de prison. Il s'agit alors des plus grandes manifestations depuis 1959 sur l'île. Si Miguel Díaz-Canel réussit la transition générationnelle au sein du gouvernement, il est ainsi confronté à une crise marquée du système institutionnel dans son ensemble,.

## Système électoral
Le président cubain, de même que le vice-président et le secrétaire du parti, est élu au scrutin indirect par les membres de l'Assemblée nationale du pouvoir populaire, en leur sein. Son mandat est de cinq ans, renouvelable une seule fois. Le président élu nomme par la suite un Premier ministre, poste également créé par la nouvelle constitution. Le mandat présidentiel est cependant concomitant avec celui de l'assemblée. Lorsque cette dernière est renouvelée, ses nouveaux membres procèdent à une nouvelle élection présidentielle immédiatement après leur prestation de serment.
Le système électoral cubain ne permet pas à l'opposition de détenir de sièges au sein de l’Assemblée nationale

## Résultats

### Présidence
| Candidats                | Candidats                | Partis                   | Voix | %     |
| ------------------------ | ------------------------ | ------------------------ | ---- | ----- |
|                          | Miguel Díaz-Canel        | PCC                      | 459  | 99,78 |
|                          | 1 autre candidat         | 1 autre candidat         | 1    | 0,22  |
|                          |                          |                          |      |       |
| Votes valides            | Votes valides            | Votes valides            | 460  | 99,57 |
| Votes invalides          | Votes invalides          | Votes invalides          | 0    | 0,00  |
| Votes blancs             | Votes blancs             | Votes blancs             | 2    | 0,43  |
| Total                    | Total                    | Total                    | 462  | 100   |
| Abstentions              | Abstentions              | Abstentions              | 8    | 1,70  |
| Inscrits / participation | Inscrits / participation | Inscrits / participation | 470  | 98,30 |

### Vice présidence
| Candidats                | Candidats                | Partis                   | Voix | %     |
| ------------------------ | ------------------------ | ------------------------ | ---- | ----- |
|                          | Salvador Valdés Mesa     | PCC                      | 439  | 95,64 |
|                          | Autres candidats         | Autres candidats         | 20   | 4,36  |
|                          |                          |                          |      |       |
| Votes valides            | Votes valides            | Votes valides            | 460  | 99,57 |
| Votes invalides          | Votes invalides          | Votes invalides          | 0    | 0,00  |
| Votes blancs             | Votes blancs             | Votes blancs             | 2    | 0,43  |
| Total                    | Total                    | Total                    | 462  | 100   |
| Abstentions              | Abstentions              | Abstentions              | 8    | 1,70  |
| Inscrits / participation | Inscrits / participation | Inscrits / participation | 470  | 98,30 |

## Analyse
Sans surprise, Miguel Díaz-Canel et Salvador Valdés Mesa sont réélus à la présidence et à la vice-présidence à la quasi-unanimité des voix.